# Billie Eilish: The World's a Little Blurry
Billie Eilish: The World's a Little Blurry è un film documentario del 2021 diretto da R. J. Cutler.

## Trama
Il documentario mostra il dietro le quinte dell'album When We All Fall Asleep, Where Do We Go? della cantante Billie Eilish.

## Produzione
Il film è stato annunciato ufficialmente tramite i profili social di Eilish il 28 settembre 2020.

### Riprese
Le riprese principali sono iniziate nel 2018 e si sono concluse all'inizio del 2020.
Nel dicembre 2019 l'Hollywood Reporter ha scritto che il budget del film era compreso tra 1 milione e i 2 milioni di dollari.

## Promozione
Il primo trailer è stato pubblicato il 15 dicembre 2020, mentre il secondo il 3 febbraio 2021.

## Distribuzione
Il film è stato distribuito da Neon il 26 febbraio 2021 in alcune sale cinematografiche statunitensi e sulla piattaforma Apple TV+.

## Accoglienza

### Critica
La pellicola è stata accolta positivamente dalla critica. Sull'aggregatore di recensioni Rotten Tomatoes il documentario ha ottenuto un punteggio medio di 9,8 su 10, sulla base di 95 recensioni di critici; mentre su Metacritic di 72 su 100, su 22 recensioni, indicando "recensione generalmente positive".